# المركزية (ريصانة الجنوبية)
المركزية هي إحدى مشيخات المملكة المغربية، تتبع جغرافيا لإقليم العرائش وإداريًا لريصانة الجنوبية. يقدر عدد سكانها بـ 9707 نسمة حسب الإحصاء الرسمي للسكان والسكنى لسنة 2004.